# Compañía Portuguesa de las Indias Orientales
La Compañía Portuguesa de las Indias Orientales (en portugués: Companhia do commércio da Índia o Companhia da Índia Oriental) fue una compañía privilegiada creada por el Rey Felipe III de la Unión Ibérica para cuidar los intereses en la India portuguesa de las intrusiones neerlandesas y británicas luego de la unión de los reinos portugués y español. No obstante, la empresa solo operó por pocos años y terminó fracasando.

## Antecedentes
El comercio portugués con la India había sido un monopolio de la corona desde que el capitán portugués Vaco da Gama abrió la ruta marítima hacia la India entre 1497-99. El monopolio había sido administrado por la Casa da Índia, la organización comercial real fundada aproximadamente en el año 1500. La Casa era responsable de las anuales Armadas de la India. Sin embargo, para 1560, las finanzas de la Casa se encontraban en una situación crítica y en 1570, el rey Sebastián de Portugal emitió un decreto que abría el comercio a la India por parte de cualquier agente privado ya sea portugués o extranjero. Dado que pocos tomaron la oferta, el decreto de libre comercio fue reemplazado en 1578 por un nuevo sistema de monopolios anuales, en donde la Casa vendía contratos de comercio en India a un consorcio de comerciantes privados portugueses, otorgándoles un monopolio por un año. Este sistema de contratos anuales fue abandonado en 1597, cuando continuó el monopolio real.
La Unión Ibérica de 1580, le dio al Rey Felipe II de España la corona de Portugal, no produjo muchos cambios en un principio. Pero las vigorosas incursiones de las Compañías Británica y Neerlandesa de las Indias Orientales sobre el comercio portugués en Asia luego de 1598 obligar al rey a experimentar con diferentes soluciones para defender las posiciones portuguesas. En 1605, creó el Conselho da Índia, para llevar los asuntos portugueses en India a una supervisión más cercana de la corona de los habsburgo. No obstante, esto entró en conflicto con líneas más antiguas de autoridad portuguesa, y el consejo eventualmente fue disuelto en 1614.

## Propuesta
Fue más o menos alrededor de ese año, 1614, que la idea de una compañía privilegiada privada de Portugal para las Indias Orientales, organizada bajo los mismos lineamientos que sus contrapartes británica y neerlandesa fue barajada por primera vez. Esta idea fue promovida por el comerciante y mercantilista portugués Duarte Gomes Solis, quien vivía en Madrid, más notablemente en su obra en español Discursos sobre los Comercios de las Indias (publicado en 1622, aunque circulado años antes). Solis indicó que una sociedad anónima podía recaudar más capital, reactivar el comercio en Asia y competir más eficientemente con eol comercio anglo-neerlandés del Océano Índico.
El Rey Felipe III de Portugal (IV de España) puso la idea en práctica en 1624 y asignó a Jorge Mascarenhas, alcalde de Lisboa y miembro del Consejo de estado, a que lidere un comité para implementar la propuesta de Solis. Pese a recibir el apoyo de Gaspar de Guzmán, la propuesta se enfrentó a mucho escepticismo y oposición, en especial por parte del Duque de Villahermosa (líder del Consejo de Portugal), y Mascarenhas tuvo muchos problemas para conseguir financiamiento.

## La Compañía
La Companhia do commércio da Índia (o Companhia da Índia Oriental) finalmente fue creada en agosto de 1628, cuando recibió una carta real del Rey Felipe III (IV de España). La Compañía sería administrada por una Câmara de Administração Geral, compuesta por un presidente (Jorge Mascarenhas) y seis administradores, elegidos por los inversionistas, con poderes completos, aunque las actas judiciales, prácticas administrativas y finanzas estaban sujetas a ser revisadas por el Conselho do Comércio  en la corte del rey en Madrid. La carta contaba con un periodo de transición de dos años, durante el cual el Conselho da Fazenda real continuaría supervisando las Armadas de la India, la Casa da Índia y el Armazém da Índia, para después transferirlos a la administración de la Compañía. La Compañía estaría a cargo de administrar y cobrar aduanas en la Casa de Indias.
La Companhia fue establecida con un bloque de acciones societarias por seis años, renovables por otros seis años con una suscripción mínima de 100 cruzados. La Compañía recibió un monopolio en el comercio de carbón, pimienta, canela, ébano y conchas de cauri, y se podía extender a otros artículo si así lo solicitase. Tenía privilegios administrativos y judiciales, incluyendo el derecho a quedarse con todo el botín proveniente de confiscaciones realizadas a barcos neerlandeses e ingleses (luego de deducir el quinto real).
La corona era el inversionista más grande, aportando 1.500.000 cruzados durante los primeros tres años. Aunque algunas municipalidades (esp. Lisboa) también invirtieron, la compañía no atrajo mucha atención por parte de personas particulares. Para hacerlo más atractivo, se le garantizaba a los suscriptores un retorno anual del 4% más dividendos y a las suscripciones se les incluían varios privilegios (por ejemplo, títulos de nobleza por parte del rey, protección contra reposesión por deudas; incluso el capital de Nuevos Cristianos condenados por la Santa Inquisición tenía un nivel de protección). Aunque había provisiones que prohíbian la creación de otras Compañías de Indias Orientales en territorios de la dinastía Habsburgo, la Compañía estaba abierta a inversiones de todos los súbditos de Felipe III (IV de España) y sus aliados (es decir españoles, italianos, flamencos, etc.). No obstante, ninguno de estos incentivos fueron suficientes como para generar mucho entusiasmo por parte de personas independientes. La compañía inició operaciones con tan solo la mitad del capital que inicialmente se había buscado.

## Disolución
La Compañía resultó ser un fracaso. Los inversionistas se mantuvieron escépticos, los comerciantes portugueses en las colonias rechazaron la autoridad de la nueva Companhia y las incursiones anglo-neerlandesas del antiguo imperio portugués en Asia se habían vuelto irreparables, sacándole el jugo al comercio de especies. La Companhia terminó siendo no rentable y fue liquidada en abril de 1633. La Casa da Índia y el comercio con la India fue reanudado bajo la supervisión del Conselho da Fazenda (consejo real de hacienda).

## Más información
- de Silva, Chandra Richard (Invierno de 1974). «The Portuguese East India Company 1628-1633». Luso-Brazilian Review (en inglés) (University of Wisconsin Press) 11 (2): 152-205. JSTOR 3512844.

- Disney, A.R. (1977) "The First Portuguese India Company, 1628-33", Economic History Review, Vol. 30 (2), p. 242-58. (en inglés)

- Datos: Q2044803